# 0373

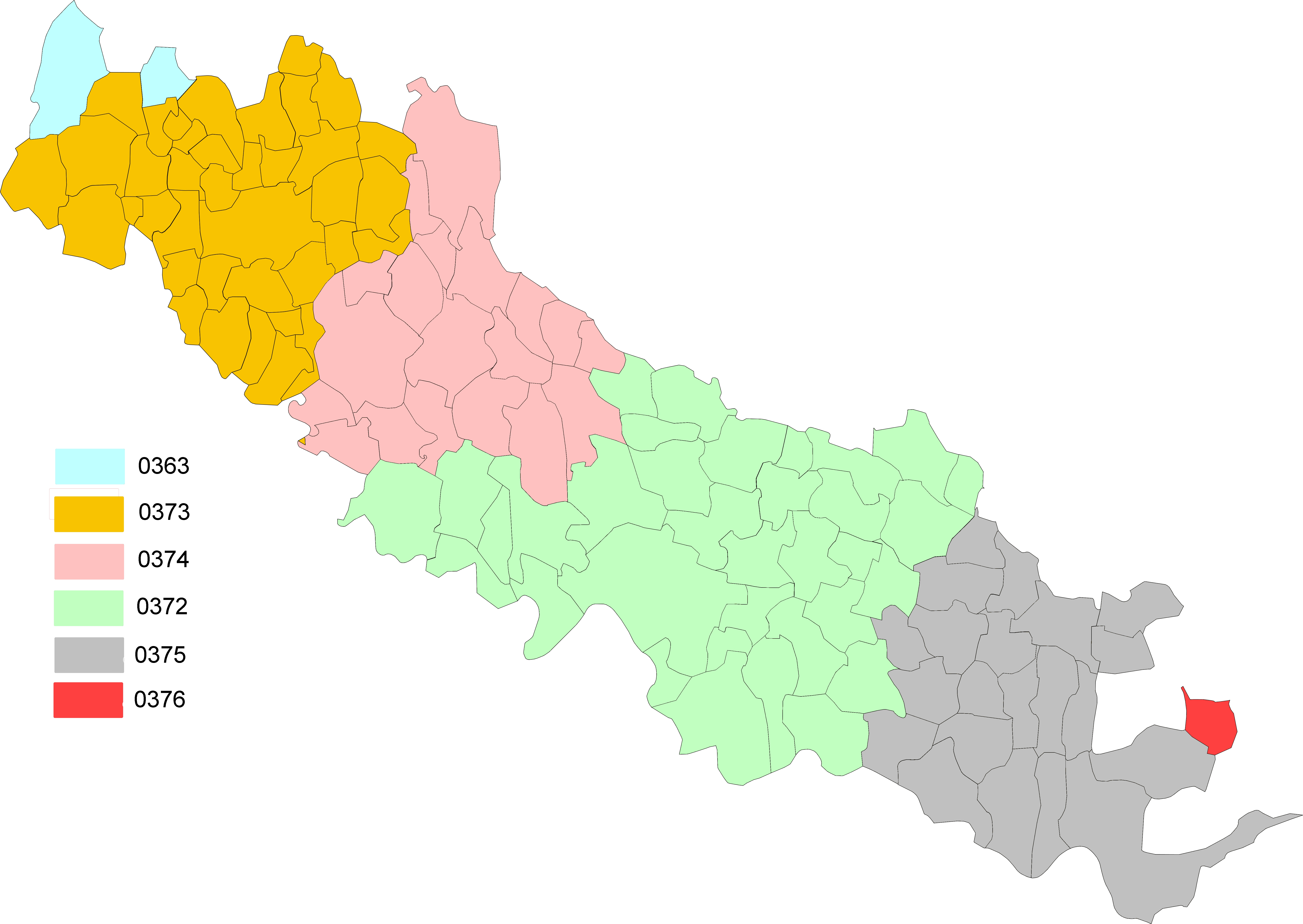
Mappa dei prefissi telefonici nella provincia di Cremona

0373 è il prefisso telefonico del distretto di Crema, appartenente al compartimento di Milano.
Il distretto comprende la parte nord-occidentale della provincia di Cremona. Confina con i distretti di Treviglio (0363) a nord, di Soresina (0374) a est, di Codogno (0377) e di Lodi (0371) a sud e di Milano (02) a ovest.

## Aree locali e comuni
Il distretto di Crema comprende 38 comuni compresi in 1 area locale, nata dall'aggregazione dei 2 preesistenti settori di Crema e Pandino: Agnadello, Bagnolo Cremasco, Camisano, Campagnola Cremasca, Capergnanica, Capralba, Casale Cremasco-Vidolasco, Casaletto Ceredano, Casaletto di Sopra, Casaletto Vaprio, Castel Gabbiano, Chieve, Credera Rubbiano, Crema, Cremosano, Dovera, Izano, Madignano, Monte Cremasco, Montodine, Moscazzano, Offanengo, Palazzo Pignano, Pandino, Pianengo, Pieranica, Quintano, Ricengo, Ripalta Arpina, Ripalta Cremasca, Ripalta Guerina, Romanengo, Salvirola, Sergnano, Spino d'Adda, Torlino Vimercati, Trescore Cremasco e Vaiano Cremasco .